# カタリナ・メンツ
カタリナ・メンツ（Katharina Menz 1990年10月8日- ）はドイツ・バーデン＝ヴュルテンベルク州バックナング出身の柔道選手。階級は48kg級。

## 経歴
2009年の世界ジュニア44kg級の決勝で蓬田智佳に敗れて2位だった。その後48kg級に階級を上げるも、これといった実績は残せなかったが、2017年になってグランプリ・ハーグで3位になり、IJFワールド柔道ツアーで初めてのメダルを獲得することになった。2018年のグランドスラム・エカテリンブルグと2019年のグランドスラム・アブダビでも3位になった。2020年のヨーロッパ選手権では3位だった。2021年7月に日本武道館で開催された東京オリンピックでは初戦でチリのマリー・デ・バルガス・レーに技ありで敗れた。東京オリンピック混合団体では選手登録されていただけで、実際の試合には一度も出場しなかったが、チームは3位になった。2022年の世界選手権では決勝でまで進むも、世界チャンピオンの角田夏実に合技で敗れて2位だった。
IJF世界ランキングは1873ポイント獲得で21位(24/6/25現在)。

## 主な戦績
- 2009年 - 世界ジュニア　2位(44kg級)
- 2010年 - U23ヨーロッパ選手権　5位
- 2017年 - グランプリ・ハーグ　3位
- 2018年 - グランドスラム・エカテリンブルグ　3位
- 2019年 - グランプリ・マラケシュ　3位
- 2019年 - グランプリ・フフホト　3位
- 2019年 - グランドスラム・アブダビ　3位
- 2020年 - ヨーロッパ選手権　3位
- 2021年 - 東京オリンピック混合団体　3位
- 2022年 -　ヨーロッパオープン・マドリード　優勝
- 2022年 - ヨーロッパオープン・リッチョーネ　3位
- 2022年 -　世界選手権　2位
- 2023年 - オセアニアオープン・パース　3位

(出典)